# NextEra Energy Resources
Das Unternehmen NextEra Energy Resources (NEER) ist die konzerneigene Kraftwerkssparte des in den USA und Kanada tätigen Industrieunternehmens NextEra Energy. NEER ist spezialisiert auf Planung, Projektierung und Betriebsführung von Energieerzeugungsanlagen, vorwiegend aus dem Bereich der erneuerbaren Energien. Der Hauptsitz des Unternehmens befindet sich in Juno Beach (Florida).

## Geschichte
Die Geschichte geht zurück auf die Gründung des Unternehmens ESI Energy im Jahr 1985. Im Jahre 1998 entstand daraus FPL Energy. Am 7. Januar 2009 erfolgte die Umfirmierung in NextEra Energy Resources, LLC. Der branchenbezogene Hauptfokus des Unternehmens liegt auf der Energieerzeugung im Geschäftsfeld Windenergie (58 %), gefolgt von Energie aus Gas- (20 %) und Kernkraftwerken (14 %).
Das Unternehmen ist Eigentümer der Kernkraftwerke Seabrook, Duane Arnold und Point Beach, sowie, über seine Tochtergesellschaft Florida Power & Light, Saint Lucie und Turkey Point. NextEra besitzt zudem 13 Gasverbrennungsanlagen. Zu Jahresbeginn 2015 betrug die gesamte installierte Leistung aller Kraftwerksanlagen 19,538 GW
Das Unternehmen beschäftigt geschätzte 4.700 Mitarbeiter.